# Allenatori e presidenti della Società Sportiva Calcio Napoli
In questa pagina sono elencati gli allenatori e i presidenti della Società Sportiva Calcio Napoli, società calcistica italiana con sede a Napoli.

## Presidenti

Corrado Ferlaino, presidente del Napoli del primo scudetto

Si riporta di seguito l'elenco dei presidenti del Napoli dal 1926 a oggi.
- 1926  Giorgio Ascarelli[2]
- 1926-1927 Carica vacante[3][4] poi  Nicola Sansanelli[4][5]
- 1927  Gustavo Zinzaro (Commissario Straordinario)[6]
- 1927-1928  Emilio Reale[7]
- 1928  Giovanni Maresca Donnorso di Serracapriola[8]
- 1928-1930  Giorgio Ascarelli[9]
- 1930-1931  Giovanni Maresca Donnorso di Serracapriola
- 1931-1932  Eugenio Coppola
- 1932-1936  Vincenzo Savarese
- 1936-1940  Achille Lauro, poi  Gaetano Del Pezzo
- 1940-1941  Tommaso Leonetti
- 1941-1942  Luigi Piscitelli[10]
- 1942-1943  Annibale Fienga[11]
- 1944 Carica vacante
- 1945  Luigi Scuotto[10][12] poi  Vincenzo Savarese[10][13]
- 1945-1948  Pasquale Russo[10][14]
- 1948 Carica vacante
(Delega dei poteri: Vincenzo Savarese[15][16])
(Commissario straordinario: Giuseppe Muscariello[15][17])
- 1948-1951  Egidio Musollino
- 1951-1952  Alfonso Cuomo
- 1952-1954  Achille Lauro
- 1954-1963  Alfonso Cuomo
- 1963-1964  Luigi Scuotto
- 1964-1967  Roberto Fiore
- 1967-1968  Gioacchino Lauro
- 1968-1969  Antonio Corcione
- 1969-1971  Corrado Ferlaino
- 1971-1972  Ettore Sacchi
- 1972-1983  Corrado Ferlaino
- 1983  Marino Brancaccio
- 1983-1993  Corrado Ferlaino
- 1993-1995  Ellenio Gallo
- 1995-1996 Carica vacante
(Presidente onorario:  Vincenzo Schiano di Colella)[18]
- 1997-1998 Carica vacante
(Amministratore unico:  Gian Marco Innocenti)[18]
- 1998-2000 Carica vacante
(Amministratore unico:  Federico Scalingi)[18]
- 2000-2002  Giorgio Corbelli
- 2002-2004  Salvatore Naldi
- 2004 Carica vacante
(Amministratore unico:  Paolo Bellamio)
(Curatore fallimentare:  Nicola Rascio)
- 2004-  Aurelio De Laurentiis

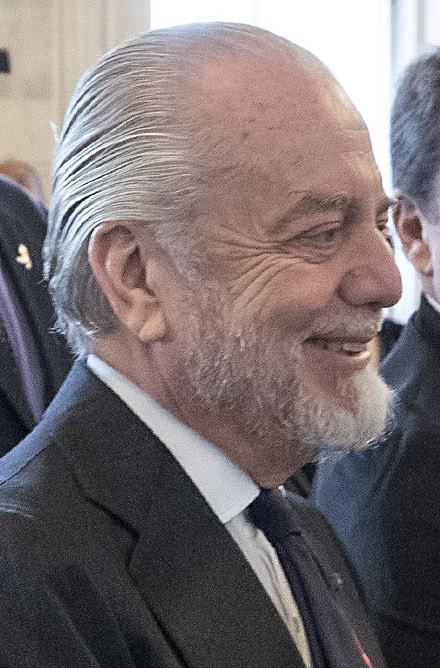
Aurelio De Laurentiis, attuale Presidente del Napoli

Di seguito l'elenco cronologico dei presidenti che hanno vinto trofei ufficiali alla guida del Napoli.
| Nome                  | Scudetti | Coppe Italia | Supercoppe italiane | Coppa UEFA | Coppa delle Alpi/Coppa italo-inglese | Totale |
| --------------------- | -------- | ------------ | ------------------- | ---------- | ------------------------------------ | ------ |
| Corrado Ferlaino      | 2        | 2            | 1                   | 1          | 1                                    | 7      |
| Aurelio De Laurentiis | 2        | 3            | 1                   |            |                                      | 6      |
| Alfonso Cuomo         |          | 1            |                     |            |                                      | 1      |
| Roberto Fiore         |          |              |                     |            | 1                                    | 1      |

## Allenatori

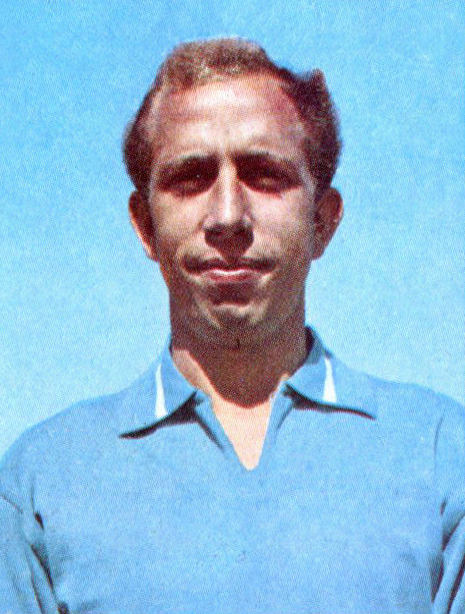
Ottavio Bianchi, allenatore del Napoli del primo scudetto

Si riporta di seguito l'elenco dei degli allenatori e dei direttori tecnici del Napoli dal 1926 a oggi.
- 1926-1927  Anton Kreutzer(1ª-4ª)[21]
 Bino Skasa (5ª-18ª)
- 1927-1928  Jean Steiger[22] (1ª-4ª)
 Ferenc Molnár[23] (5ª-22ª)[24]
- 1928-1929  Otto Fischer (1ª-11ª)
 Giovanni Terrile (12ª-30ª e spareggio)
- 1929-1935  William Garbutt
- 1935-1936  Károly Csapkay
- 1936-1937  Angelo Mattea
- 1937-1938  Angelo Mattea (1ª-14ª)
 Eugen Payer (15ª-30ª)
- 1938-1939  Eugen Payer (1ª-15ª)
Commissione Tecnica: ( Amedeo D'Albora,  Paolo Iodice,  Luigi Castello,  Achille Piccini,  Nereo Rocco) (16ª-30ª)[25]
- 1939-1940  Adolfo Baloncieri
- 1940-1942  Antonio Vojak
- 1942-1943  Antonio Vojak (1ª-17ª)
  Paulo Innocenti (18ª-34ª)
- 1944  Luigi De Manes
- 1945  Luigi De Manes (1ª-9ª)
  Paulo Innocenti (10ª-18ª)
- 1945-1947   Raffaele Sansone
- 1947-1948   Raffaele Sansone (1ª-7ª)
 Giovanni Vecchina (8ª-17ª)
 Arnaldo Sentimenti II (18ª-42ª)
- 1948-1949  Felice Borel (1ª-25ª)
 Luigi De Manes (26ª-41ª)
 Vittorio Mosele (42ª)
- 1949-1955  Eraldo Monzeglio
- 1955-1956  Eraldo Monzeglio (1ª-16ª)
 Amedeo Amadei (17ª-34ª)
- 1956-1959  Amedeo Amadei
- 1959-1960  Annibale Frossi (1ª-3ª)
 Amedeo Amadei (4ª-34ª)
- 1960-1961  Amedeo Amadei (1ª-32ª) &   Renato Cesarini (D.T.) (16ª-32ª)
  Attila Sallustro (33ª-34ª)
- 1961-1962  Fioravante Baldi (1ª-20ª)
  Bruno Pesaola (21ª-38ª)
- 1962-1963   Bruno Pesaola &  Eraldo Monzeglio (D.T.)
- 1963-1964  Roberto Lerici (1ª-24ª)
 Giovanni Molino (25ª-38ª)
- 1964-1968   Bruno Pesaola
- 1968-1969  Carlo Parola[26][27] (Preparatore) &  Giuseppe Chiappella (1ª-16ª)
 Egidio Di Costanzo (17ª-25ª)
 Giuseppe Chiappella (26ª-30ª)
- 1969-1973  Giuseppe Chiappella
- 1973-1975  Luís Vinício
- 1975-1976  Luís Vinício (1ª-30ª)
 Alberto Delfrati e  Rosario Rivellino (finale)
- 1976-1977   Bruno Pesaola
- 1977-1978  Gianni Di Marzio
- 1978-1979  Gianni Di Marzio (1ª-2ª)
 Luís Vinício (3ª-30ª)
- 1979-1980  Luís Vinício (1ª-19ª)
  Angelo Sormani (20ª-30ª)
- 1980-1982  Rino Marchesi
- 1982-1983  Massimo Giacomini (1ª-11ª)
 Gennaro Rambone &   Bruno Pesaola (D.T.) (12ª-30ª)
- 1983-1984  Pietro Santin (1ª-20ª)
 Rino Marchesi (21ª-30ª)
- 1984-1985  Rino Marchesi
- 1985-1989  Ottavio Bianchi
- 1989-1991  Alberto Bigon
- 1991-1992  Claudio Ranieri
- 1992-1993  Claudio Ranieri (1ª-10ª)
 Ottavio Bianchi (11ª-34ª)
- 1993-1994  Marcello Lippi
- 1994-1995  Vincenzo Guerini (1ª-6ª)
 Vujadin Boškov (D.T.) &  Cané (7ª-34ª)
- 1995-1996  Vujadin Boškov (D.T.) e  Aldo Sensibile
- 1996-1997  Luigi Simoni (1ª-28ª)
 Vincenzo Montefusco (29ª-34ª)
- 1997-1998  Bortolo Mutti (1ª-6ª)
 Carlo Mazzone (7ª-9ª)
 Giovanni Galeone (10ª-19ª)
 Vincenzo Montefusco (20ª-34ª)
- 1998-1999  Renzo Ulivieri (1ª-35ª)
 Vincenzo Montefusco (36ª-38ª)
- 1999-2000  Walter Novellino
- 2000-2001   Zdeněk Zeman (1ª-6ª)
 Emiliano Mondonico (7ª-34ª)
- 2001-2002  Luigi De Canio
- 2002-2003  Franco Colomba (1ª-16ª)
 Franco Scoglio (17ª-25ª)
 Franco Colomba (26ª-38ª)
- 2003-2004  Andrea Agostinelli (1ª-13ª)
 Luigi Simoni (14ª-46ª)
- 2004-2005  Gian Piero Ventura (1ª-19ª)
 Edoardo Reja (20ª-34ª)
- 2005-2008  Edoardo Reja
- 2008-2009  Edoardo Reja (1ª-27ª) 
 Roberto Donadoni (28ª-38ª)
- 2009-2010  Roberto Donadoni (1ª-7ª)
 Walter Mazzarri (8ª-38ª)
- 2010-2013  Walter Mazzarri
- 2013-2015  Rafael Benítez
- 2015-2018  Maurizio Sarri
- 2018-2019  Carlo Ancelotti
- 2019-2020  Carlo Ancelotti (1ª-15ª)
 Gennaro Gattuso (16ª-38ª)
- 2020-2021  Gennaro Gattuso
- 2021-2023  Luciano Spalletti
- 2023-2024  Rudi Garcia (1ª-12ª)
 Walter Mazzarri (13ª-25ª)[28]
 Francesco Calzona (26ª-38ª)[29]

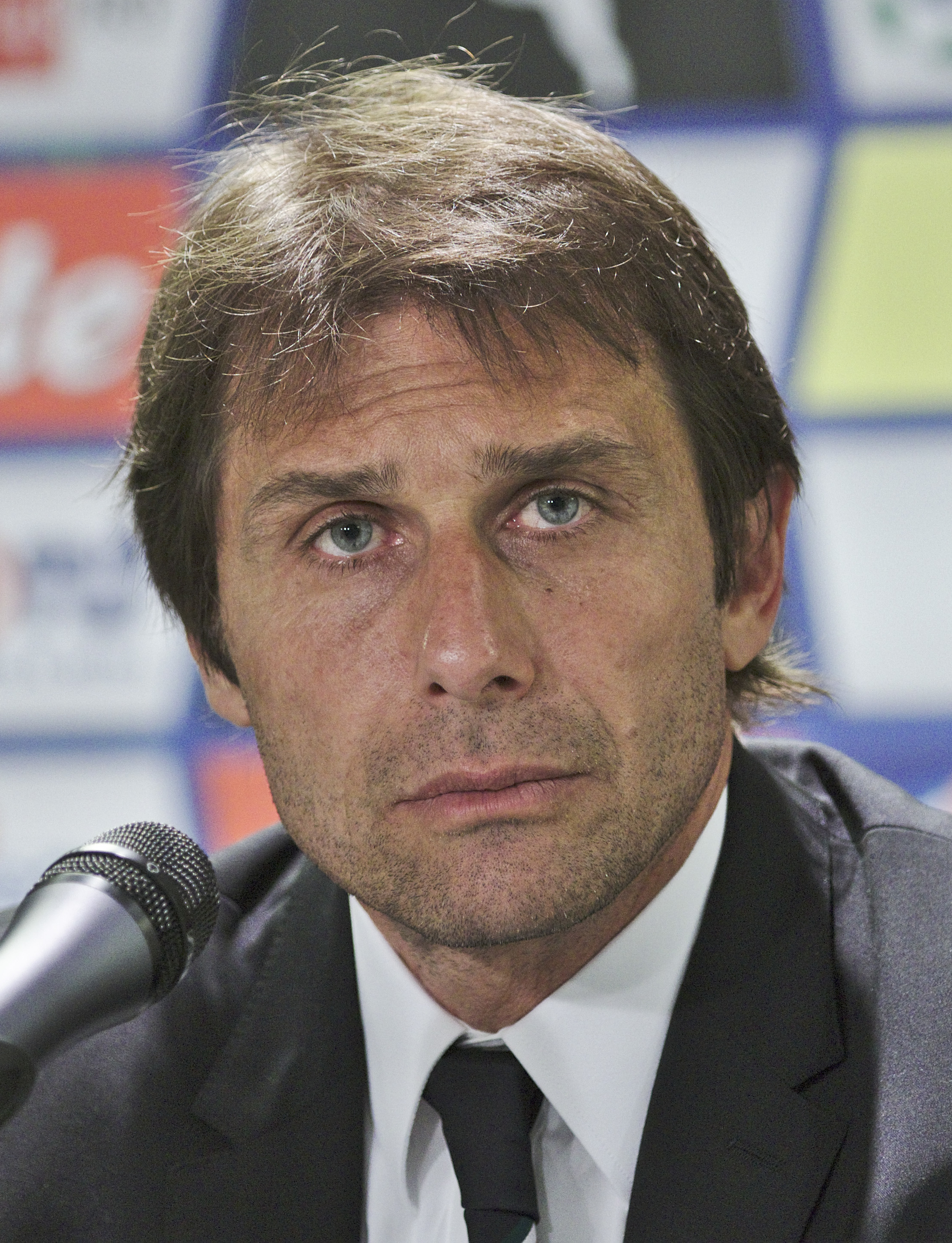
Antonio Conte, allenatore del quarto Scudetto

- 2024-  Antonio Conte